# Thermes de Néron (Pise)
Ne doit pas être confondu avec Thermes de Néron (Rome).
Les Thermes de Néron (en italien : Bagni di Nerone) 
sont un site archéologique du centre de Pise, situé près de la Porta a Lucca, à une courte distance de la Piazza del Duomo. C'est le seul monument de la Rome antique qui émerge encore dans une zone visitable par le public,.

## Historique
Il s'agit des fouilles d'un édifice thermal romain, improprement appelé « de Néron » depuis le Moyen Âge, le considérant comme faisant partie d'un de ses palais. Les vestiges se trouvent sous le niveau actuel de la rue. La disposition originale du complexe remonte aux dernières décennies du Ier siècle apr. J.-C. (sous Domitien), comme semble le suggérer l'utilisation de la technique de l'opus vittatum mixtum, avec un parement en rangées alternées de briques et de pierres. Au siècle suivant, selon une inscription lapidaire, La reconstruction fut notamment financée par Lucio Venuleio Aproniano Prisco, patron de la colonie pisane, consul d'Attidium (ville romaine près de Fabriano), qui en 92 apr. J.-C. construisit l'aqueduc de Caldaccoli à l'époque des Antonins, permettant ces donations publiques typiques des personnages importants du monde romain.
L'ensemble du domaine fut privatisé à partir du XVIIe siècle avec le nivellement du terrain et la construction de quelques murets pour les potagers.
Les thermes ont été mis en valeur et restaurés aux XVIe et XVIIe siècles à la demande de Cosme III de Médicis. Les différentes fouilles commencèrent en 1881 par Clemente Lupi. Par la suite, en 1938, après la démolition de certaines maisons environnantes, toute la zone fut clôturée pour sauvegarder les vestiges. Enfin, à plusieurs reprises de 1943 à 1949, elles furent entièrement restaurées. En 2007, la coupole de couverture a été remplacée en raison des dommages causés par les agents atmosphériques.
À l'été 2017, de nouvelles fouilles ont été réalisées pour comprendre avec plus de certitude les fonctions des milieux thermaux, peu étudiés au début du XXe siècle, et les phases anthropiques précédant les thermes. La zone étudiée se trouvait entre les thermes et les murs, ce qui a permis de découvrir d'autres murs romains et les restes de la maison Gabella adossée aux murs de la Porta del Parlascio.

## Description
Le caldarium (salle pour le bain d'eau chaude, qui dans certains pays islamiques a évolué en hammam ou bain turc), composée d'une salle absidale octogonale, avec un toit en forme de dôme perforé, en partie restaurée, est bien conservée. Les vestiges des murs du gymnase de l'apodyterium et seuls deux murs du tepidarium sont alors visibles.
L'eau provenait du Serchio et de l'ancien aqueduc romain de Caldaccoli de San Giuliano Terme. L'édifice devait être caractérisé par une certaine monumentalité, à en juger par les marbres et quelques sculptures trouvées, qui le décoraient probablement.

## Galerie

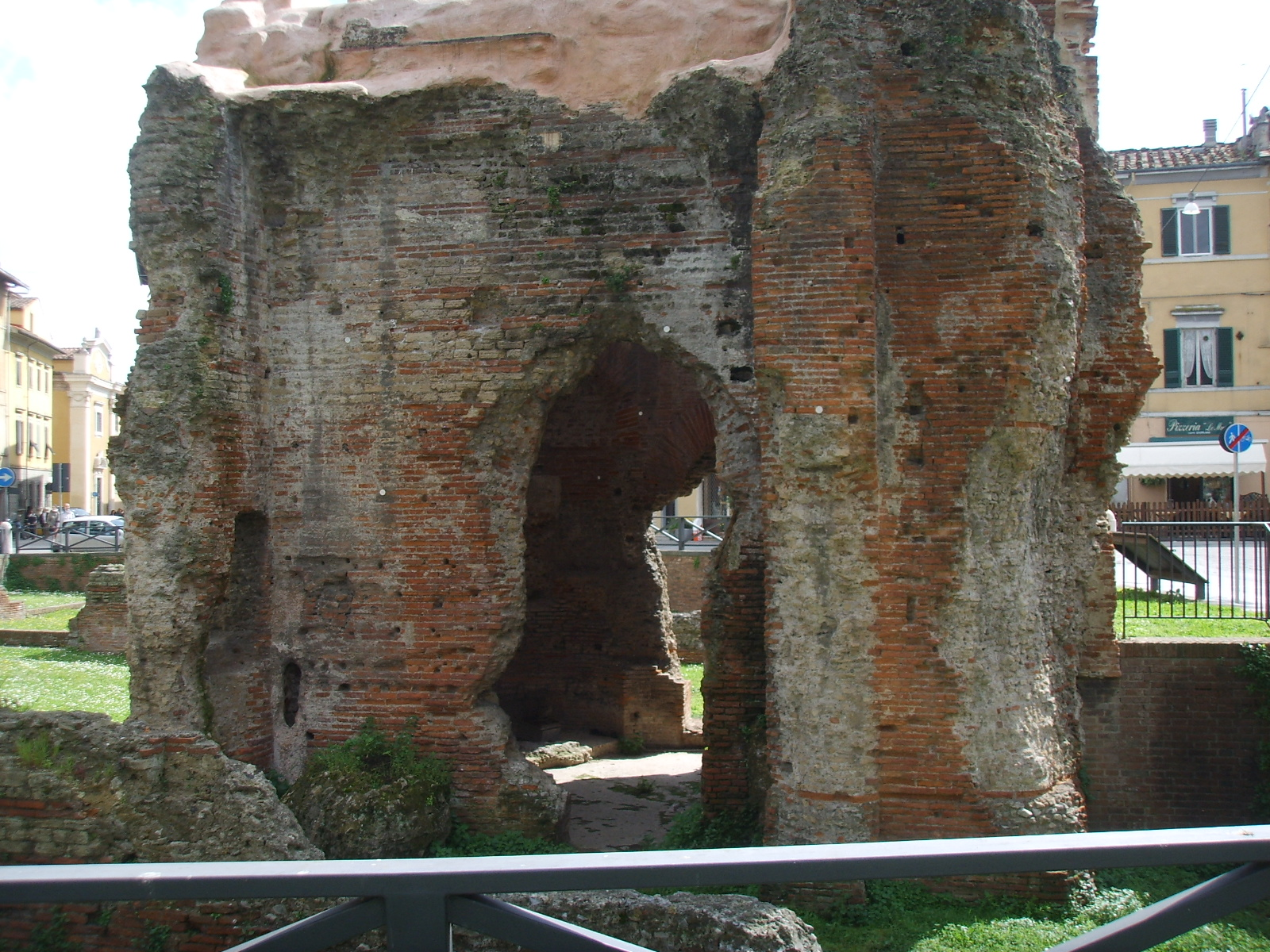
Entrée du laconicum.
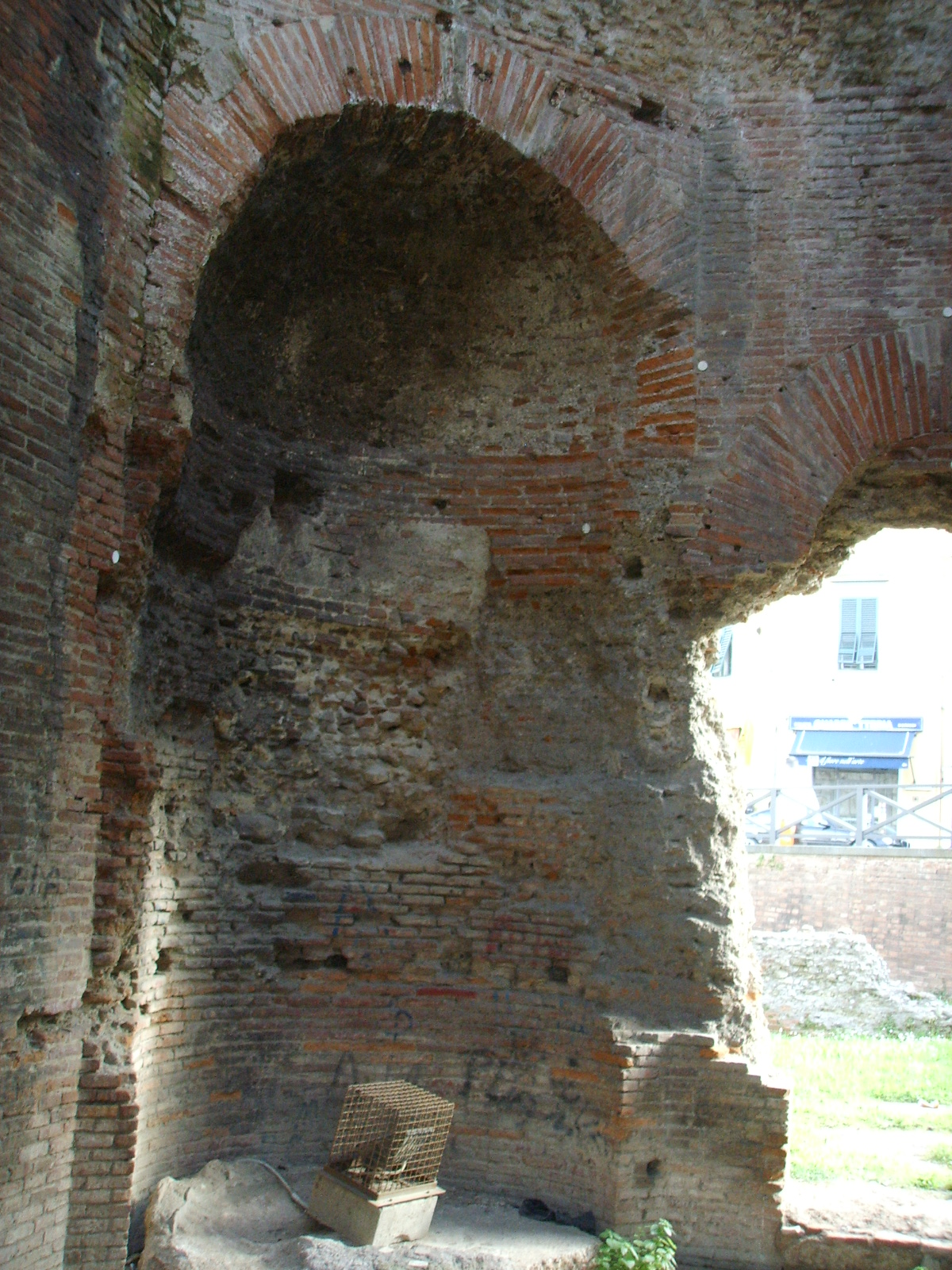
Abside.
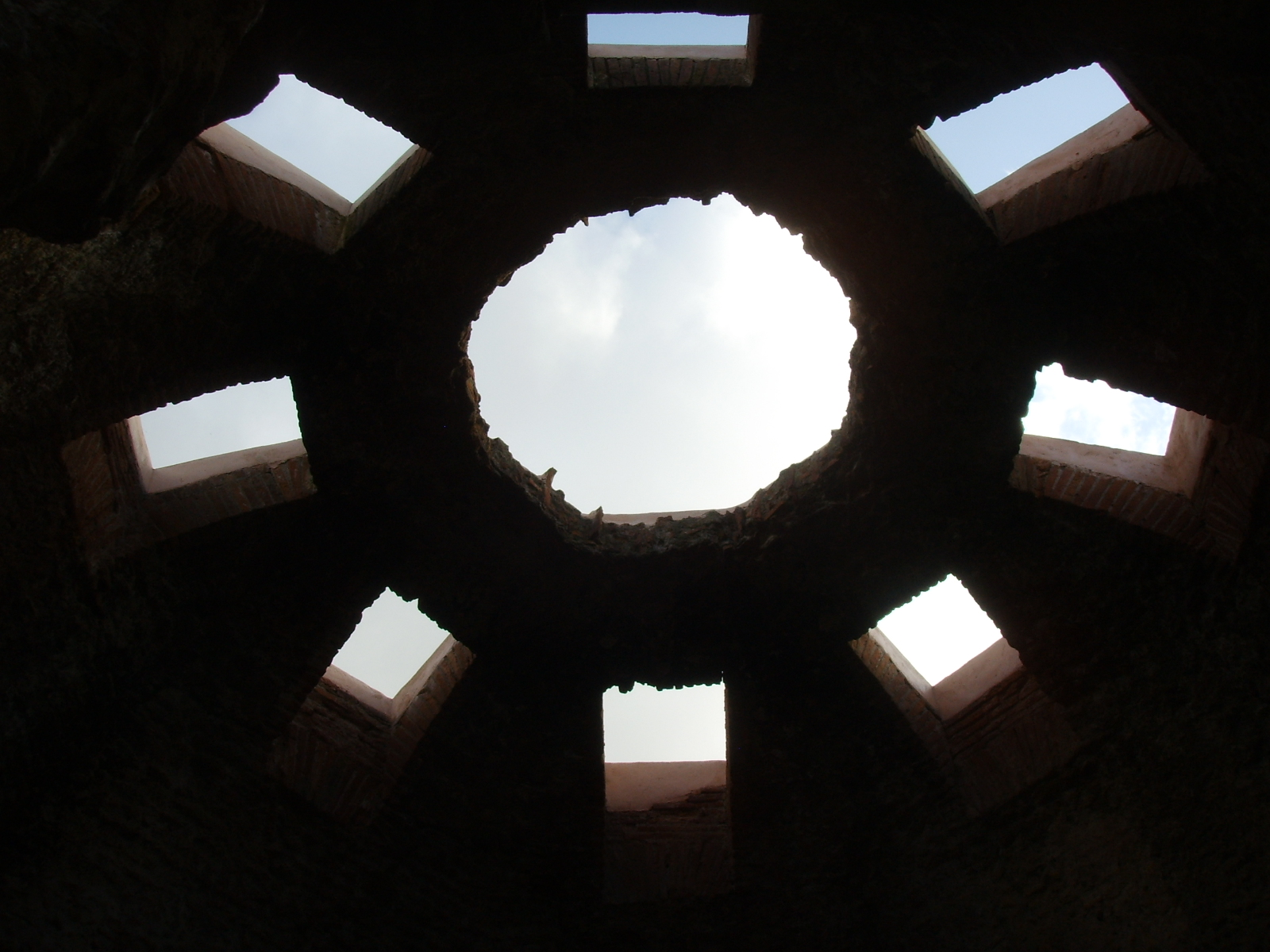
Coupole.
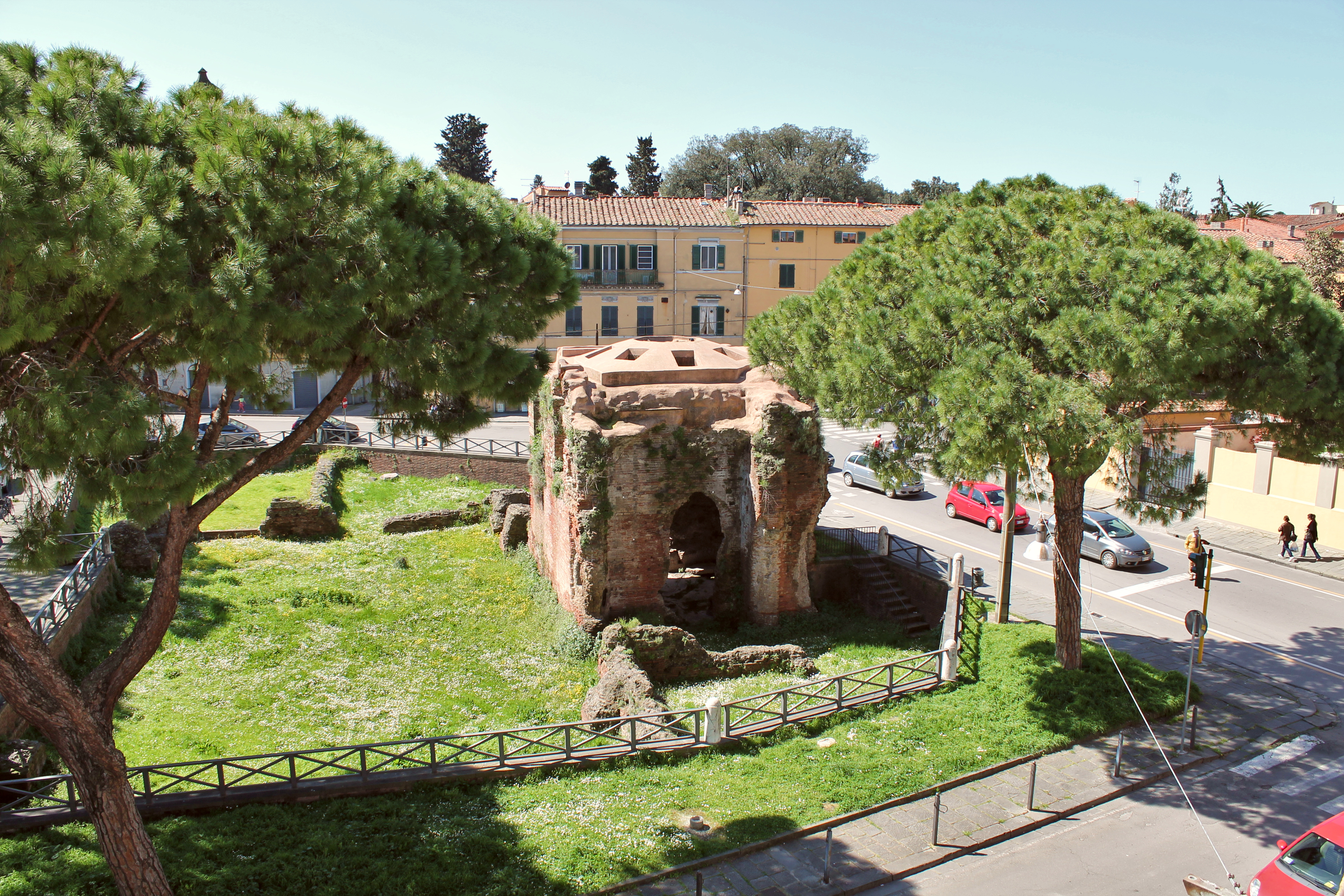
Vue des thermes.
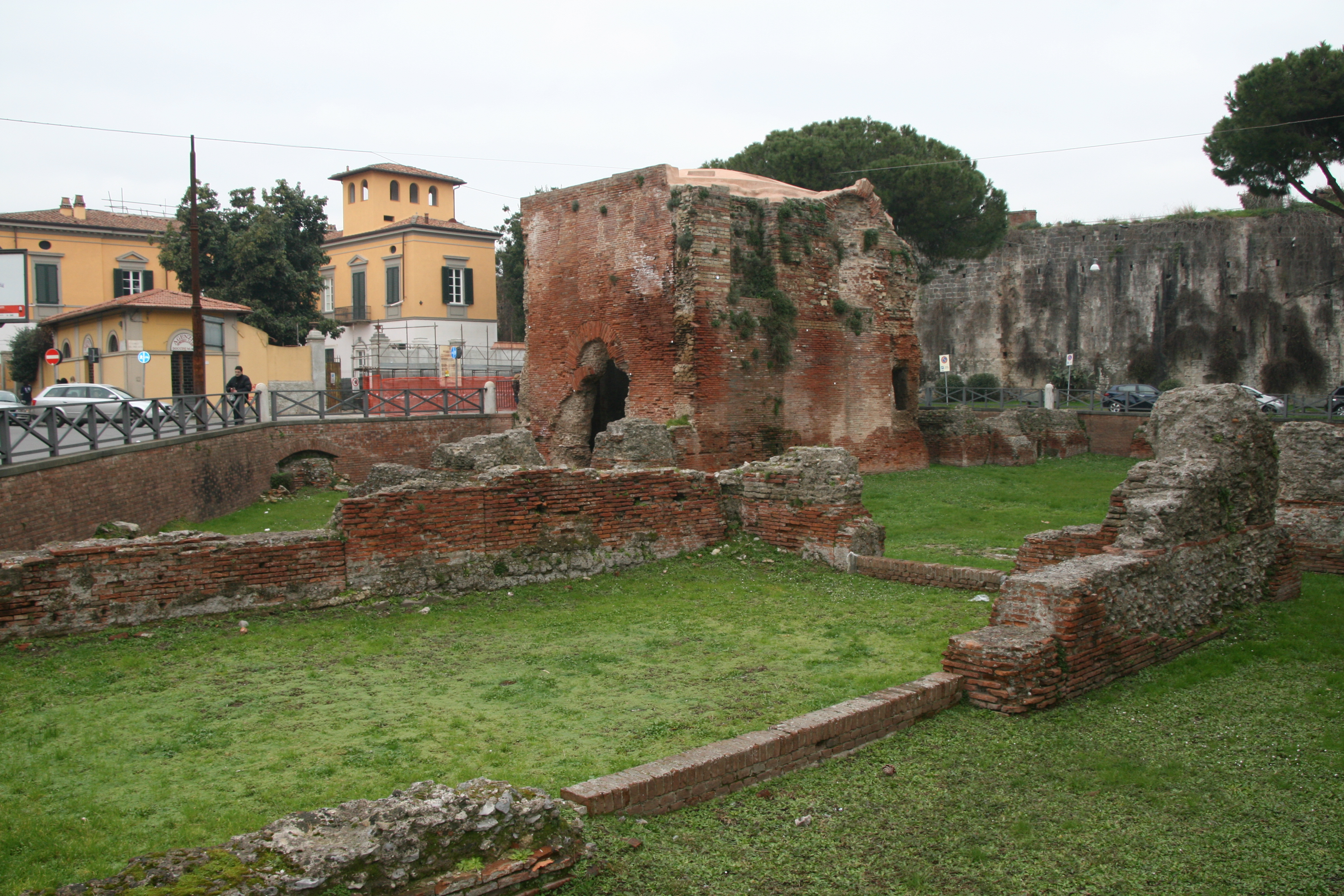
Vue du sud-est.